# Kugelspinnen
Die Kugelspinnen (Theridiidae), auch Haubennetzspinnen und früher Büschelnetzspinnen genannt, sind eine Familie der Echten Webspinnen (Araneomorphae) und gehören dort zur Überfamilie der Radnetzspinnen (Araneoideae). Die Familie umfasst 124 Gattungen und 2472 Arten. (Stand: Oktober 2016)
Sehr bekannte Vertreter sind die Echten Witwen (Gattung Latrodectus, mit Vertretern im mittleren Nordamerika und der Europäischen Schwarzen Witwe in Südeuropa und Zentralasien bis China), die mit zu den farbenprächtigsten Angehörigen dieser Familie gehören. Die Kugelspinnen sind weltweit verbreitet, treten jedoch in den gemäßigten Zonen, Subtropen und Tropen am häufigsten auf; allein in Nordamerika sind über 300 Arten der Familie in 30 Gattungen bekannt. Mehr als die Hälfte aller semisozialen Spinnen gehört zu dieser Familie, die dabei aber weniger als 6 % der Diversität aller Echten Webspinnen repräsentiert.

## Merkmale
Kugelspinnen sind kleine bis mittelgroße Spinnen mit rundem, kugeligem Hinterleib und meist dünnen, langen Beinen. Der Hinterkörper ist glänzend schwarz, braun bis hellbraun und dabei oft mehr oder weniger kontrastarm bunt gefärbt. Einige wenige Kugelspinnen weisen harte Körper mit Dornen auf, bei anderen kann der Hinterleib beträchtlich langgezogen aussehen. Ein besonderes Kennzeichen der Kugelspinnen ist ein Kamm aus einer Reihe vergrößerter, gebogener und bezahnter Setae am Tarsus des vierten Beinpaares, mit dem die Beute mit Seide gefesselt wird. Dieser Kamm, der ihnen auch den Namen „Kammfußspinnen“ ("Comb-footed spider" bei Willis John Gertsch) einbrachte, ist meist gut ausgeprägt, kann aber auch stark reduziert sein.
Viele Kugelspinnen zeigen einen ausgeprägten Geschlechtsdimorphismus. Bei manchen Arten sind die Männchen so klein, dass sie in ihren vergleichsweise riesigen Labyrinthnetzen kaum zu finden sind.
Die relativ kleinen Augen sitzen eng zusammen in einer Gruppe an der Vorderseite des Prosomas. Das Sehvermögen spielt für diese überwiegend nachtaktiven und höhlenbewohnenden Tiere eine untergeordnete Rolle.

## Netzbau
Fast alle Arten der Familie bauen Fangnetze. Die meisten Kugelspinnen sind sesshafte Fallensteller. Aber es gibt auch Vertreter, die wie Argyrodes als Kommensalen in den Netzen anderer Arten leben oder Euryopis, die den Netzbau komplett zugunsten einer wandernden Lebensweise aufgegeben haben.
Die meisten Kugelspinnen hängen kopfüber an der Unterseite ihrer unregelmäßig gesponnenen Labyrinthe aus trockenen Fäden. Sie sind kleine Spinnen, die ihre Fallen mit fast unsichtbaren feinen Fäden zwischen Pflanzen bauen oder sich in Erdhöhlen oder -rissen in der oberen Bodenschicht verstecken. Wesentlich weniger gut versteckt sind die Netze der graubraunen hausbewohnenden Parasteatoda tepidariorum, die schnell mit Staub bedecken und gut sichtbar werden.
Diese unregelmäßig und locker erscheinenden Fallen sind aber keine zufällige Anhäufung unregelmäßiger und planlos gesponnener Fäden. Vielmehr enthalten sie einige interessante Innovationen. Eine Kugelspinne webt sich oft ein dichtes Laken aus Spinnenseide als Schutzdach. Blätter und Sand werden zuweilen mit als Baumaterial verwendet. Besonders praktisch erscheint die Schüssel der borealen Theridion zelotypum. Sie bindet Fichtennadeln und andere Pflanzenteile zu einem stabilen, wasserdichten Zelt zusammen, unter dem sie sich und ihre Eier oder geschlüpften Jungtiere versteckt. Andere Kugelspinnen hängen ihre kugelförmigen Eisäcke nicht versteckt freischwebend zwischen Gerüstfäden auf.

## Beutefang
Viele Netze der Kugelspinnen haben zusätzlich zum zentralen Labyrinth mit oder ohne Rückzugsraum eine Serie längerer Abspannungen, die das gesamte Bauwerk an feste Oberflächen befestigt, zum Beispiel bei der Westlichen Schwarze Witwe (Latrodectus hesperus). Diese Abspannfäden werden am unteren Ende durch unauffällige Seidenfäden auf Spannung gehalten. Wenn kleinere Insekten gegen diese Seile laufen, werden sie durch den Leim festgehalten. Wenn ihre Befreiungsversuche die Spannseile zerreißen, kontrahieren die elastischen und gespannten Fäden und heben das angeklebte Insekt vom Erdboden ab.
Die Kugelspinnen nähern sich größerer Beute, die zuweilen so groß sein kann, dass sie nicht oder nicht wesentlich angehoben wurde, sehr vorsichtig. Die Spinne wendet sich der Beute zunächst nur mit den Hinterbeinen zu, an deren Tarsen sie die Kämme hat. Damit kämmt sie einen breiten Film von klebriger Seide aus ihren Spinndrüsen, mit dem sie zunächst nur ein Bein der Beute mit einem breiten, klebrigen Seidenband fixiert. Erst wenn die Beute so effektiv gefesselt wurde, nähert sich die Spinne vollständig von vorn und sucht sich eine dünnhäutige Stelle im Chitinpanzer, gewöhnlich die Gelenkhäute zwischen den Beingliedern, beißt zu und injiziert ihr Gift. Erst dann macht sie sich an die schwierige Aufgabe, das sich immer noch wehrende Insekt an einen besseren Platz in ihrem Labyrinth zu schaffen. Dazu zieht sie mehrere Seile von ihrem Labyrinthnetz zu der Beute und dem Grund, die in vielen kleinen Arbeitsschritten immer wieder hochgerafft werden, bis die Beute 5 bis 7 cm über dem Erdboden schwebt. Dann beginnt das Mahl, das bei größeren Insekten ausreichend groß ist, um ganz gemächlich innerhalb von drei bis vier Tagen verspeist zu werden. Das ausgesaugte, geschrumpfte Beutepaket wird danach in tiefere Bereiche des Labyrinths entlassen und auf den Boden geworfen.

## Fortpflanzung und Brutpflege
In den Außenbereichen des Netzes eines Weibchens können zur richtigen Jahreszeit geschlechtsreife Männchen beobachtet werden, die während der Paarungs- und Balzzeit nicht feindlich empfangen werden, sondern längere Zeit freundlich im Netz toleriert werden und denen manchmal sogar dort auch Beute zugestanden wird. Gelegentlich tötet und verspeist ein Weibchen das Männchen, jedoch ist das entgegen verbreiteter Annahme eher die Ausnahme. Die deutsche Bezeichnung „Witwe“ ist vermutlich unbegründet. Die geschlüpften Jungtiere verbringen die ersten Tage im Netz der Mutter und werden von ihr dort mit Nahrungsbrei gefüttert (Regurgitationsfütterung), wie bei der europäischen Theridion sisyphium u. a. Kugelspinnen beobachtet wurde. Danach schließt sich eine Phase an, in der Jungtiere noch einige Wochen mit fester Nahrung versorgt werden. Dazu zerrt die Mutter gefangene Insekten in ihren Schlupfwinkel zu den Jungtieren.

## Systematik
Der World Spider Catalog listet für die Kugelspinnen aktuell 124 Gattungen und 2472 Arten. (Stand: Oktober 2016)
- Achaearanea Strand, 1929
- Achaearyopa Barrion & Litsinger, 1995
- Achaeridion Wunderlich, 2008
- Allothymoites Ono, 2007
- Ameridion Wunderlich, 1995
- Anatea Berland, 1927
- Anatolidion Wunderlich, 2008
- Anelosimus Simon, 1891
- Argyrodella Saaristo, 2006
- Argyrodes Simon, 1864
- Ariamnes Thorell, 1869
- Asagena Sundevall, 1833
- Asygyna Agnarsson, 2006
- Audifia Keyserling, 1884
- Bardala Saaristo, 2006
- Borneoridion Deeleman & Wunderlich, 2011
- Brunepisinus Yoshida & Koh, 2011
- Cabello Levi, 1964
- Cameronidion Wunderlich, 2011
- Campanicola Yoshida, 2015
- Canalidion Wunderlich, 2008
- Carniella Thaler & Steinberger, 1988
- Cephalobares O. Pickard-Cambridge, 1870
- Cerocida Simon, 1894
- Chikunia Yoshida, 2009
- Chorizopella Lawrence, 1947
- Chrosiothes Simon, 1894
- Chrysso O. Pickard-Cambridge, 1882
- Coleosoma O. Pickard-Cambridge, 1882
- Coscinida Simon, 1895
- Craspedisia Simon, 1894
- Crustulina Menge, 1868
- Cryptachaea Archer, 1946
- Cyllognatha L. Koch, 1872
- Deelemanella Yoshida, 2003
- Dipoena Thorell, 1869
- Dipoenata Wunderlich, 1988
- Dipoenura Simon, 1909
- Echinotheridion Levi, 1963
- Emertonella Bryant, 1945
- Enoplognatha Pavesi, 1880
- Episinus Walckenaer, 1809
- Euryopis Menge, 1868
- Eurypoena Wunderlich, 1992
- Exalbidion Wunderlich, 1995
- Faiditus Keyserling, 1884
- Gmogala Keyserling, 1890
- Grancanaridion Wunderlich, 2011
- Guaraniella Baert, 1984
- Hadrotarsus Thorell, 1881
- Helvibis Keyserling, 1884
- Helvidia Thorell, 1890
- Hentziectypus Archer, 1946
- Heterotheridion Wunderlich, 2008
- Hetschkia Keyserling, 1886
- Histagonia Simon, 1895
- Icona Forster, 1955
- Jamaitidion Wunderlich, 1995
- Janula Strand, 1932
- Keijiella Yoshida, 2016
- Kochiura Archer, 1950
- Landoppo Barrion & Litsinger, 1995
- Lasaeola Simon, 1881
- Latrodectus Walckenaer, 1805
- Macaridion Wunderlich, 1992
- Magnopholcomma Wunderlich, 2008
- Meotipa Simon, 1894
- Molione Thorell, 1892
- Moneta O. Pickard-Cambridge, 1870
- Montanidion Wunderlich, 2011
- Nanume Saaristo, 2006
- Neopisinus Marques, Buckup & Rodrigues, 2011
- Neospintharus Exline, 1950
- Neottiura Menge, 1868
- Nesopholcomma Ono, 2010
- Nesticodes Archer, 1950
- Nihonhimea Yoshida, 2016
- Nipponidion Yoshida, 2001
- Nojimaia Yoshida, 2009
- Ohlertidion Wunderlich, 2008
- Okumaella Yoshida, 2009
- Paidiscura Archer, 1950
- Parasteatoda Archer, 1946
- Paratheridula Levi, 1957
- Pholcomma Thorell, 1869
- Phoroncidia Westwood, 1835
- Phycosoma O. Pickard-Cambridge, 1879
- Phylloneta Archer, 1950
- Platnickina Koçak & Kemal, 2008
- Proboscidula Miller, 1970
- Propostira Simon, 1894
- Pycnoepisinus Wunderlich, 2008
- Rhomphaea L. Koch, 1872
- Robertus O. Pickard-Cambridge, 1879
- Ruborridion Wunderlich, 2011
- Rugathodes Archer, 1950
- Sardinidion Wunderlich, 1995
- Selkirkiella Berland, 1924
- Sesato Saaristo, 2006
- Seycellesa Koçak & Kemal, 2008
- Simitidion Wunderlich, 1992
- Spheropistha Yaginuma, 1957
- Spinembolia Saaristo, 2006
- Spintharus Hentz, 1850
- Steatoda Sundevall, 1833
- Stemmops O. Pickard-Cambridge, 1894
- Stoda Saaristo, 2006
- Styposis Simon, 1894
- Takayus Yoshida, 2001
- Tamanidion Wunderlich, 2011
- Tekellina Levi, 1957
- Theonoe Simon, 1881
- Theridion Walckenaer, 1805
- Theridula Emerton, 1882
- Thwaitesia O. Pickard-Cambridge, 1881
- Thymoites Keyserling, 1884
- Tidarren Chamberlin & Ivie, 1934
- Tomoxena Simon, 1895
- Wamba O. Pickard-Cambridge, 1896
- Wirada Keyserling, 1886
- Yaginumena Yoshida, 2002
- Yoroa Baert, 1984
- Yunohamella Yoshida, 2007
- Zercidium Benoit, 1977

### Die GattungTheridion
Ein großer Prozentsatz der Kugelspinnen gehört der Gattung Theridion an; einige von ihnen besitzen leuchtende Farben. Das kugelförmige Weibchen von Theridion differens, 3 Millimeter lang und mit einem rötlich-braun gefärbten Hinterleib, das oben mit einem rot-gelben Streifen verziert ist, platziert ihren großen Eisack in ihrem Nest. Ihr Netz kann an niedrigen Pflanzen jedweder Art gefunden werden und besteht aus einem kleinen Zelt, das kaum die Spinne bedeckt, von dem ein unregelmäßiges Netzwerk aus Fäden ausstrahlt. Dieses Gewebe überspannt dabei auch mehrere Pflanzen. Noch leuchtender gefärbt ist Theridion frondeum mit ihrer blassgelben oder weißlichen Grundfärbung und deutlichem schwarzen Muster, das aber auch viele andere Farben und Formen annehmen kann. Einige Vertreter dieser Gattung erscheinen sogar einfarbig weiß ohne Muster, andere sind farbig getigert, gebändert oder gescheckt. Diese attraktiven Kugelspinnen leben in der Kraut- und Strauchschicht und bevorzugen feuchte, halbschattige Stellen in Wäldern oder an Bächen.

### Einheimische Gattungen und Arten (Auswahl)
- Anelosimus Simon, 1891
- Asagena Sundevall, 1833
- Carniella Thaler & Steinberger, 1988
  - Carniella brignolii Thaler & Steinberger, 1988
- Chrysso O. P.-Cambridge, 1882
  - Chrysso spiniventris (O. P.-Cambridge, 1869)
- Coleosoma (O. P.-Cambridge, 1882)
  - Coleosoma floridanum Banks, 1900
- Crustulina Menge, 1868
  - Crustulina guttata (Wider, 1834)
- Dipoena Thorell, 1869
  - Dipoena braccata (C.L. Koch, 1841)
- Enoplognatha Pavesi, 1880
  - Enoplognatha ovata (Clerck, 1757)
- Episinus Walckenaer, 1809
- Euryopis Menge, 1868
- Heterotheridion Wunderlich, 2008
- Lasaeola Simon, 1881
- Echte Witwen (Latrodectus Walckenaer, 1805)
- Neottiura Menge, 1868
- Nesticodes Archer, 1950
  - Nesticodes rufipes (Lucas, 1846)
- Ohlertidion Wunderlich, 2008
- Paidiscura Archer, 1950
  - Zwerg-Kugelspinne (Paidiscura pallens (Blackwall, 1834))
- Parasteatoda Archer, 1946
  - Parasteatoda lunata (Clerck, 1757)
  - Gewächshausspinne (Parasteatoda tepidariorum (C. L. Koch, 1841))
- Pholcomma Thorell, 1869
  - Pholcomma gibbum (Westring, 1851)
- Phylloneta Archer, 1950
  - Phylloneta impressa (L. Koch, 1881)
- Platnickina Koçak & Kemal, 2008
  - Platnickina tincta (Walckenaer, 1802)
- Robertus O. P.-Cambridge, 1879
- Rugathodes Archer, 1950
- Sardinidion Wunderlich, 1995
- Selimus Saaristo, 2006
- Simitidion Wunderlich, 1992
  - Simitidion simile (C. L. Koch, 1836)
- Fettspinnen (Steatoda Sundevall, 1833)
- Theonoe Simon, 1881
- Theridion Walckenaer, 1805